# 松田理沙
松田 理沙（まつだ りさ）は、日本の女性声優。主にアダルトゲームに声をあてている。

## 出演
太字はメインキャラクター。

### アダルトゲーム

#### 2005年
- 姫武者（富士原 星美）
- まじかるカナンRISEA（橘 真冬）
- Nursery Rhyme -ナーサリィ☆ライム-（凛・リム＝ウェムス）
- 夜刀姫斬鬼行（鶴城 理子、八咫烏）
- ナイショのよりみち（妙香寺 やちよ）
- 仰せのままに★ご主人様!（雲宮 姫子）

#### 2006年
- ぽっと -Rondo for Dears-（織原 日和）
- SilveryWhite 〜君と出逢った理由〜（蒼井 詩亞）
- 雪影-setsuei-（吉祥笹 香里）
- 代々木人妻専門学院 〜乳妻たちのアンニュイ〜（砧 アンジェリーナ）
- ご主人様へ（園部 まどか）
- キミの声がきこえる（南野 泉）
- 保健室 〜マジカルピュアレッスン♪〜（春日 鞠奈）
- 夏色公園 〜電波塔の下で愛を語る〜（及川 小夜子）
- クラスメイトのお母さん 〜Immoral Teacher〜（南雲 沙依）
- ただいま授業中（小柳 音々）
- Chanter. -キミの歌がとどいたら-（新堂 清美）

#### 2007年
- 妖巻〜女忍淫獄の罠〜（暮乃）
- Alea -アレア- 紅き月を遙かに望み（撫川 智慧）
- 虹色あるけミカン Magic of alchemy（紬 綾音）
- ヘルタースケルター〜白濁の村〜（各務 美雨）
- レコンキスタ（汐見 悠絵）
- 恋する乙女と守護の楯（2007年 - 2021年、真田 設子[1]） - 3作品[一覧 1]
- そして明日の世界より――（日向 朝陽）
- ナギサの（沢木 水守）
- 最果てのイマ フルボイス版（イマ）
- 青空がっこのせんせい君。（さち）

#### 2008年
- ワンダリング・リペア!（鹿神 ゆずな）
- 11eyes -罪と罰と贖いの少女-（橘 菊理、インウィディア）
- タユタマ -Kiss on my Deity-（泉戸 ましろ）
- Princess Frontier（ロコナ）
- てとてトライオン!（藤ヶ峰 芹菜）
- 妻ようじ2 〜ボクは人妻添乗員〜（栗守 美奈）
- 冷徹冷静しかして×××!!（城前 叢）[2]
- マジカライド（コトナ）
- くるくるファナティック（弟切 かごめ）[3]

#### 2009年
- W.L.O. 世界恋愛機構（早川 優梨子）
- アンバークォーツ（持月 なゆた）
- Like a Butler（秋津原 瑞穂）
- 輝光翼戦記 天空のユミナ（本間 麻衣乃）
- タユタマ -It's happy days-（泉戸 ましろ）
- ましろ色シンフォニー -Love is pure white-（天羽 みう）
- 真剣で私に恋しなさい!（武蔵 小杉）
- 果てしなく青い、この空の下で…。〔完全版〕（芳野 雨音）

#### 2010年
- あまつみそらに!（清澄 芹夏）
- 輝光翼戦記 天空のユミナFD -ForeverDreams-（本間 麻衣乃）
- かしましコミュニケーション（エリザベス・リース）
- アッチむいて恋（成沢 美奈子）
- 涼風のメルト -Where wishes are drawn to each other-（柊 月音）
- さくらビットマップ（水原 小春）
- 桜花センゴク〜信長ちゃんの恋して野望!?〜 （毛利 輝元ちゃん）
- Sugar+Spice2（河合 優）

#### 2011年
- 愛しい対象の護り方（大居 成実）[4]
- relations sister×sister.（伊勢 春佳）[5]
- 天使の羽根を踏まないでっ（土御門 陽華）
- ユユカナ -under the Starlight-（結城 駒）
- Worlds and World's end（塚原 麻衣子）[6]
- 舞風のメルト -Where leads to feeling destination-（柊 月音） [7]
- 許嫁は妹さま!（宇佐美 はるか）[8]
- 11eyes -Resona Forma-（橘 菊理、インウィディア）

#### 2012年
- 真剣で私に恋しなさい!S（武蔵 小杉）[9]
- 英雄*戦姫（カエサル）[10]
- 恋妹SWEET☆DAYS（山宮 恵那）[11]
- Dolphin Divers（八潮 理帆）[12]
- 倉野くんちのふたご事情（倉野 いずみ）[13]
- 月に寄りそう乙女の作法（山吹 八千代）[14]

#### 2013年
- 僕らの頭上に星空は廻る（那加 雪菜）
- ゆめこい 〜夢見る魔法少女と恋の呪文〜（夏目 咲久耶）[15]
- 双子座のパラドクス（渡会 蒼）[16]
- 乙女理論とその周辺 -Ecole de Paris-（山吹 八千代）
- 星逢のプリズムギア（藍原 ほたる）[17]
- 恋×恋＝∞〜恋する乙女にできること〜（クリスティーナ・愛美・レイヴンズクロフト）[18]
- ひめごとユニオン（フィーリア＝三芳野、駒鳥 ひなた）[19]

#### 2014年
- 月に寄りそう乙女の作法2（山吹 八千代）
- 終わる世界と双子座のパラダイス（渡会 蒼、持月 なゆた）[20]
- 相州戦神館學園 八命陣（柊 恵理子）[21]
- 英雄*戦姫GOLD（カエサル、太公望）[22]
- ひこうき雲の向こう側（綾 麗華）[23]
- レーシャル・マージ（バンシー）[24]
- ひめごとユニオン もーっとH! 巻ノ三 三芳野小春の幼な妻日記（フィーリア＝三芳野）[25]
- PRIMAL×HEARTS（本動堂 萌衣）[26]

#### 2015年
- 花咲ワークスプリング!（山下 久美）[27]
- 相州戦神館學園 万仙陣（柊 恵理子）[28]
- 恋想リレーション（沢村 涼）[29]
- PRIMAL×HEARTS2（本動堂 萌衣）[30]
- アマカノ〜Second Season〜（2015年 - 2017年、高社 雪静）- 2作品[一覧 2]

#### 2016年
- タユタマ2 -you're the only one-（泉戸 ましろ）

#### 2017年
- タユタマ2 -After Stories-（泉戸 ましろ）
- 月に寄りそう乙女の作法2.1 E×S×PAR!!（山吹 八千代）

#### 2018年
- ロスト・エコーズ（姫崎 雛緒）

#### 2020年
- 異世界酒場のセクステット ～Vol.1 New World Days～（ダリア[31]）

### 一般向ゲーム
- 保健室へようこそ（2006年、春日 鞠奈）
- Chanter〜キミの歌がとどいたら＃〜（2007年、新堂 清美[32]）
- W.L.O. 世界恋愛機構（2010年、早川 優梨子）
- トウィンクル クイーン（2010年、泉戸 ましろ）
- 涼風のメルト -days in the sanctuary-（2011年 - 2012年、柊 月音）※PS3版、PSP版
- てとてトライオン! TROPICAL（2012年、藤ヶ峰 芹菜）
- 英雄*戦姫（2013年 - 2014年、カエサル）※PS3版、PS Vita版

### ソーシャルゲーム
- ふるーつふるきゅーと! 〜創生の大樹と果実の乙女〜（2019年、ラフランス）

### アダルトアニメ
2006年
- 特務捜査官レイ&風子（泉風子）
- 姉汁 〜白川三姉妹におまかせ〜（2006年 - 2011年、クリ） - 2シリーズ

2007年
- クラスメイトのお母さん（南雲紗依）

2008年
- 少女セクト〜Innocent Lovers〜（狛井時雨）

2011年
- Swing Out Sisters（千代、千夏）
- 15美少女漂流記OVA〜南の島でウハ2♥どんぶりエッチ編〜（セプテム）

2013年
- 相思相愛ノート Breast.1（新堂藍）
- 奴隷兎とアンソニー（シャーロット・初音）

### ドラマCD
時期不明
- AXLボイスCD『わたしの言葉を聴いてくださいっ』（南野泉、真田設子、ロコナ、秋津原瑞穂）[34]
- てとてトライオン! ドラマCD『獅子ヶ崎の普通の一日』（藤ヶ峰芹菜）

2006年
- Nursery Rhyme -ナーサリィ☆ライム- ドラマCD『Life is sweet』（凛・リム＝ウェムス）
- 女の子?（宮下ゆかり）

2008年
- 恋する乙女と守護の楯〜妙子の温泉事件簿〜（真田設子）

2010年
- 涼風のメルト ドラマCD 雪白のオブジェ（柊月音）
- Like a Butler 〜Moonlight traveler〜（秋津原瑞穂）

### ASMR
- 天使で小悪魔 二つの顔を持つ彼女（2021年、月ヶ瀬沙奈[35]）

## ディスコグラフィ

### キャラクターソング
| 発売日        | 商品名                                                    | 歌                     | 楽曲                 | 備考                                                             |
| ------------- | --------------------------------------------------------- | ---------------------- | -------------------- | ---------------------------------------------------------------- |
| 2008年7月30日 | THE WORKS〜志倉千代丸楽曲集〜 1.2                         | しましま隊。           | 「恋をしましませ。」 | PCゲーム『保健室 〜マジカルピュアレッスン♪〜』オープニングテーマ |
| 2008年9月26日 | 「11eyes -罪と罰と贖いの少女-」キャラクターソング4 橘菊理 | 橘菊理（松田理沙）     | 「想いのすべて」     | PCゲーム『11eyes -罪と罰と贖いの少女-』関連曲                    |
| 2009年7月24日 | 「タユタマ -Kiss on my Deity-」キャラソン+                | 泉戸ましろ（松田理沙） | 「Marital vows」     | PCゲーム『タユタマ -Kiss on my Deity-』関連曲                    |
| 2010年3月31日 | あまつみそらに! キャラクターソングVol.2 清澄芹夏          | 清澄芹夏（松田理沙）   | 「Doki Doki」        | PCゲーム『あまつみそらに!』関連曲                                |
| 2012年6月1日  | 恋妹SWEET☆DAYS charactersong album                        | 山宮恵那（松田理沙）   | 「スピードパワー」   | PCゲーム『恋妹SWEET☆DAYS』恵那エンディング主題歌                 |
| 2020年8月28日 | アマカノ キャラクターソング Vol.6 高社雪静                | 高社雪静（松田理沙）   | 「コイハナ」         | PCゲーム『アマカノ〜Second Season〜』関連曲                      |

### シリーズ一覧
1. ↑  「本編」（2007年）、『恋する乙女と守護の楯 Re:boot The "SHIELD-9"』（2020年）、『恋する乙女と守護の楯 Re:boot Plus』（2021年）
2. ↑  『アマカノ〜Second Season〜』（2015年）、『アマカノ〜Second Season〜 +』（2017年）

### ユニットメンバー
1. ↑  春日鞠奈（松田理沙）、雫石未来（成瀬未亜）、久遠あけお（一色ヒカル）、龍ヶ崎小桃（北都南）、桐原咲世里（韮井叶）